# Purwaharja (plaats)
Purwaharja is een bestuurslaag in het regentschap Banjar van de provincie West-Java, Indonesië. Purwaharja telt 7642 inwoners (volkstelling 2010).